# Nolann Le Garrec
Nolann Le Garrec (Francia, 14 de mayo de 2002) es un jugador profesional francés de rugby que se desempeña en la posición de medio scrum en Stade Rochelais , equipo perteneciente a la liga Top 14.

## Carrera
Le Garrec es un jugador de formación francesa (JIFF). Comenzó su carrera deportiva con el equipo Rugby Club Vannes, en el cual jugó ocho temporadas (2009-2017), después pasó a Racing 92, donde estuvo jugando ocho temporadas.
En 2025 se anuncio su fichaje por el Stade Rochelais, por lo que se mantuvo en la liga francesa.